# Série (literatura)
Na literatura, série é um nome usado para fazer referência a uma forma de narração (dentro de um gênero) no qual a história é dividida em partes (geralmente livros, volumes ou fascículos), publicadas de forma contínua (tipicamente cronológica).
O termo série é usado em biblioteconomia e na ciência da informação para materiais "de qualquer área publicados com o mesmo título e dispostos numa sucessão de partes discretas, geralmente enumeradas (ou datadas), que aparecem a intervalos regulares ou irregulares sem conclusão predeterminada".

## História
Na literatura do século XIX, muitos escritores ganharam a vida escrevendo histórias de forma serial em revistas populares. Muitos dos romances de Charles Dickens, por exemplo, foram publicados dessa maneira, e é essa a razão de muitos deles serem tão longos - quanto mais capítulos Dickens escrevia, mais tempo a série passava na revista e mais dinheiro era arrecadado.
Outros escritores famosos que escreveram séries literárias incluindo Wilkie Collins, inventor do romance inglês sobre detetives e autor da obra "The Moonstone"; Sir Arthur Conan Doyle, quem criou as histórias de Sherlock Holmes originalmente para publicação na revista The Strand; e o escritor polonês Boleslaw Prus, autor das séries de romances "The Outpost" (1885-86), "The Doll" (1887-89), "The New Woman" (1830-93) e seu romance mais famoso, "Pharaoh". O romancista francês Honoré de Balzac pretendeu transformar sua vasta obra em uma única grande série, intitulada A Comédia Humana, que seria uma representação completa da sociedade de sua época. Nela podemos acompanhar o desenvolvimento de diversas personagens em diferentes romances, como Lucien de Rubempré em Illusions perdues e Splendeurs et misères des courtisanes. O projeto geral, contudo, ficou inacabado.
Há também vários escritores contemporâneos cujas obras estão entre os best sellers, como J. K. Rowling, autora da famosa série infanto-juvenil Harry Potter, Stephenie Meyer, autora da saga Crepúsculo, e Dan Brown, famoso pela polêmica obra O Código da Vinci.